# ランディヴィ
ランディヴィ （Landivy）は、フランス、ペイ・ド・ラ・ロワール地域圏、マイエンヌ県のコミューン。

## 地理
ランディヴィの町は、マイエンヌ県、マンシュ県、イル＝エ＝ヴィレーヌ県の各県が交わる角に位置している。したがって、ブルターニュ地域圏、ノルマンディー地域圏、ペイ・ド・ラ・ロワール地域圏が交わる地点である。
ランディヴィは、マイエンヌ県の北西の端に広がるマルシュ・ド・ブルターニュ（ブルターニュ辺境地帯）にある。下層土は、花崗岩や数種の異なる軟性岩といった抵抗性の土で構成され、総じて河川の規模は小さく池が点在する丘陵の風景が広がる。その森林面積は小さく、マイエンヌの森から遠くなると、森は広くない。一方でクリの木は多いものの、耕作地の拡大で減少している。この区域は本質的に養豚と肉牛の飼育であるため、牧草地の面積が非常に重要である。風景は緑であふれ、モン・サン・ミッシェルから約40キロメートル離れているランディヴィの田園地帯は、海洋性気候の恵みを受けている。降雨量はしばしば年間900ミリメートル以上を記録し、年平均気温は10.5℃である。空は曇天が多い · 。

## 由来
地名の語源はフランス語のlande（ヒース）であると思われる。landeはガリア語のlandaからきており、開拓の及ばない土地を意味している。ラテン語の地名は村を意味するvicusである。

## 歴史

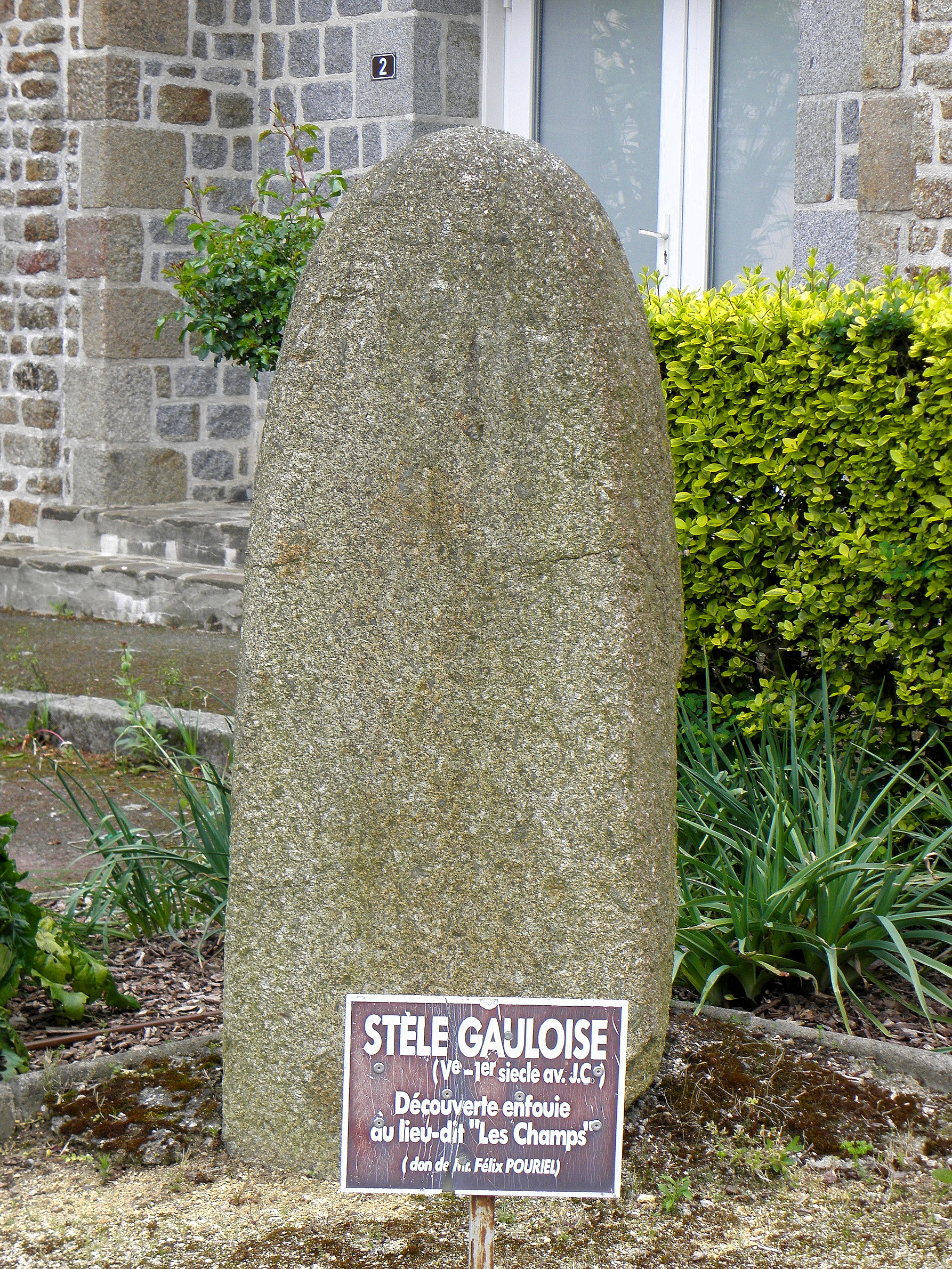
ガリアの碑

1972年、ランディヴィにおいてガリア時代の碑が発見された。それはランディヴィの町役場の正面から発掘された。世界各地に異なる種類の碑が見つかっており、この碑は主にマイエンヌ北部で見られる外観、表面は平で形は卵型、であった。こうした碑の存在は、ガリアの一部族、ディアブリンテス族がいたことで証明される。
ランディヴィにおいて、住民たちは塩の間接税である塩税を嫌っていた。彼らは不満を第三身分陳情書に書き示した。この陳情書は、当時の王に苦情を伝えるものだった。
塩税は、住民たちに毎年数量ごとに塩を購入させることを強いていた。メーヌにあるランディヴィでは塩は59リーヴル（50kg）である一方、ブルターニュでは2リーヴルであった。よって、密輸は非常に容易であった。密輸業者たちは安い塩を購入してエアロン川を渡り、それを売って大きな利益を上げていた。人々はランディヴィで商売することを避けた。なぜなら、州の境を往来するための通行税が非常に高額だったからである。ランディヴィはノルマンディーとブルターニュの境にあって不運だった。
町は、メーターゲージ鉄道の二次鉄道の3路線を持っていた。最初の2路線は、マイエンヌ県鉄道が運営するランディヴィ-マイエンヌ線、ランディヴィ-ラヴァル線であった。また、ランディヴィとサンティレール・アルクエトを結ぶマンシュ県鉄道の路線も通じていた。
1902年、ランディヴィ駅は年間13737人の乗客を迎えた。
ヴェロドローム・ディヴェール大量検挙事件が起きると、ユダヤ人の子どもたちを救出するためいくつかのレジスタンス・ネットワークがつくられた。若い女性たちはユダヤ人の子どもたちを戦争孤児にみせかけ、約70人をランディヴィやフジュロル・デュ・プレシ、サヴィニーといった田園地帯の世帯に連れていった。子どもを預かった人々は彼らに食べ物を与え、養育し、学校に行かせ、敵から匿った · 。子どもたちを保護した世帯の子孫たちは、ヤド・ヴァシェムから勲章を授与されている。

## 人口統計
| 1962年 | 1968年 | 1975年 | 1982年 | 1990年 | 1999年 | 2006年 | 2015年 |
| ------ | ------ | ------ | ------ | ------ | ------ | ------ | ------ |
| 1565   | 1525   | 1473   | 1456   | 1391   | 1286   | 1212   | 1151   |

参照元:1962年から1999年までは複数コミューンに住所登録をする者の重複分を除いたもの。それ以降は当該コミューンの人口統計によるもの。1999年までEHESS/Cassini、2006年以降INSEE。

## 史跡
- ポントブレ礼拝堂 - モン・サン・ミッシェルへの巡礼路にある。所蔵する14世紀の聖母子像は歴史的記念物に登録されている[13]。
- モソンのシャトー - 15世紀から16世紀。歴史的記念物[14]
- サン・マルタン教会 - 19世紀。

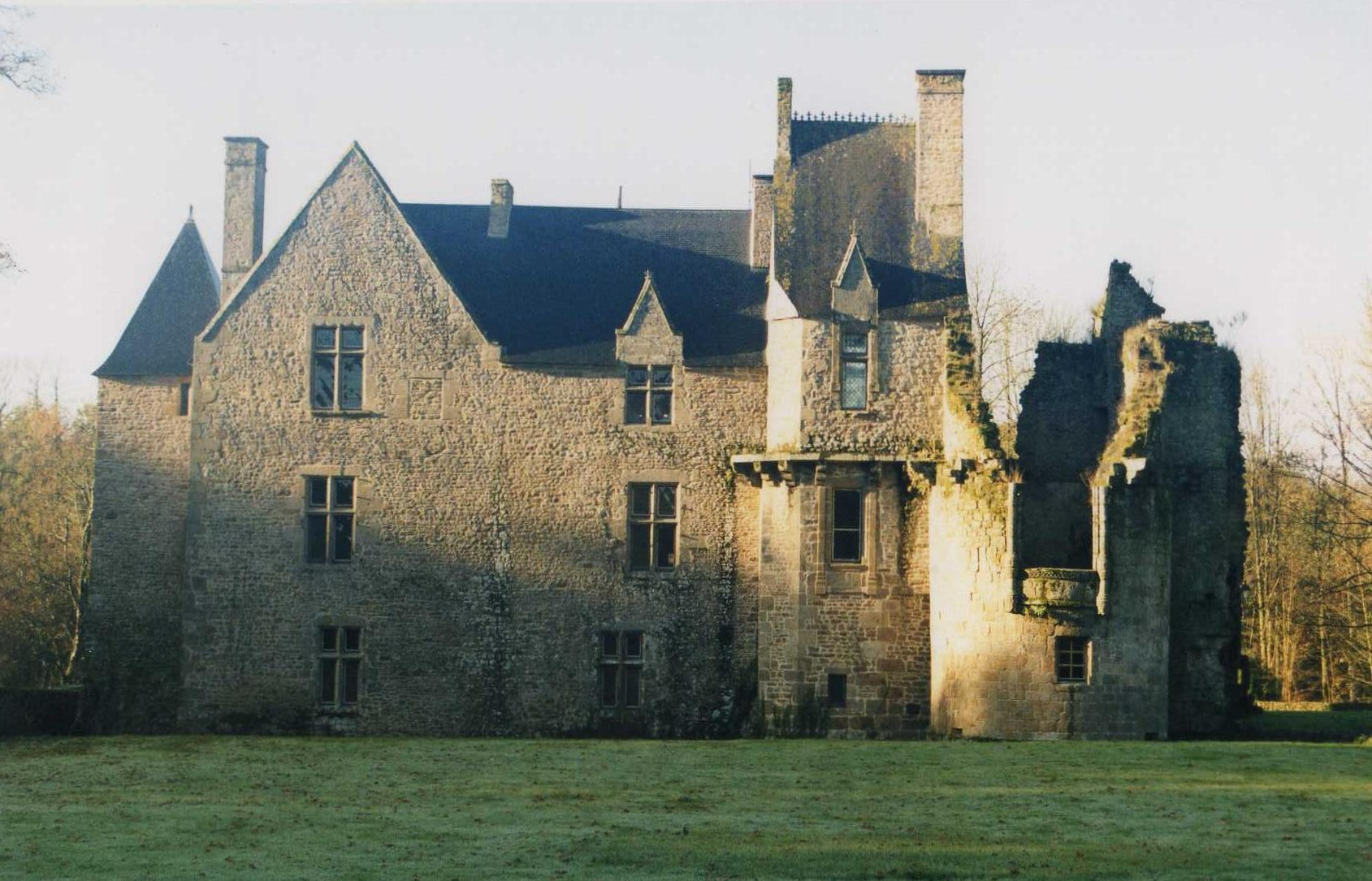
シャトー
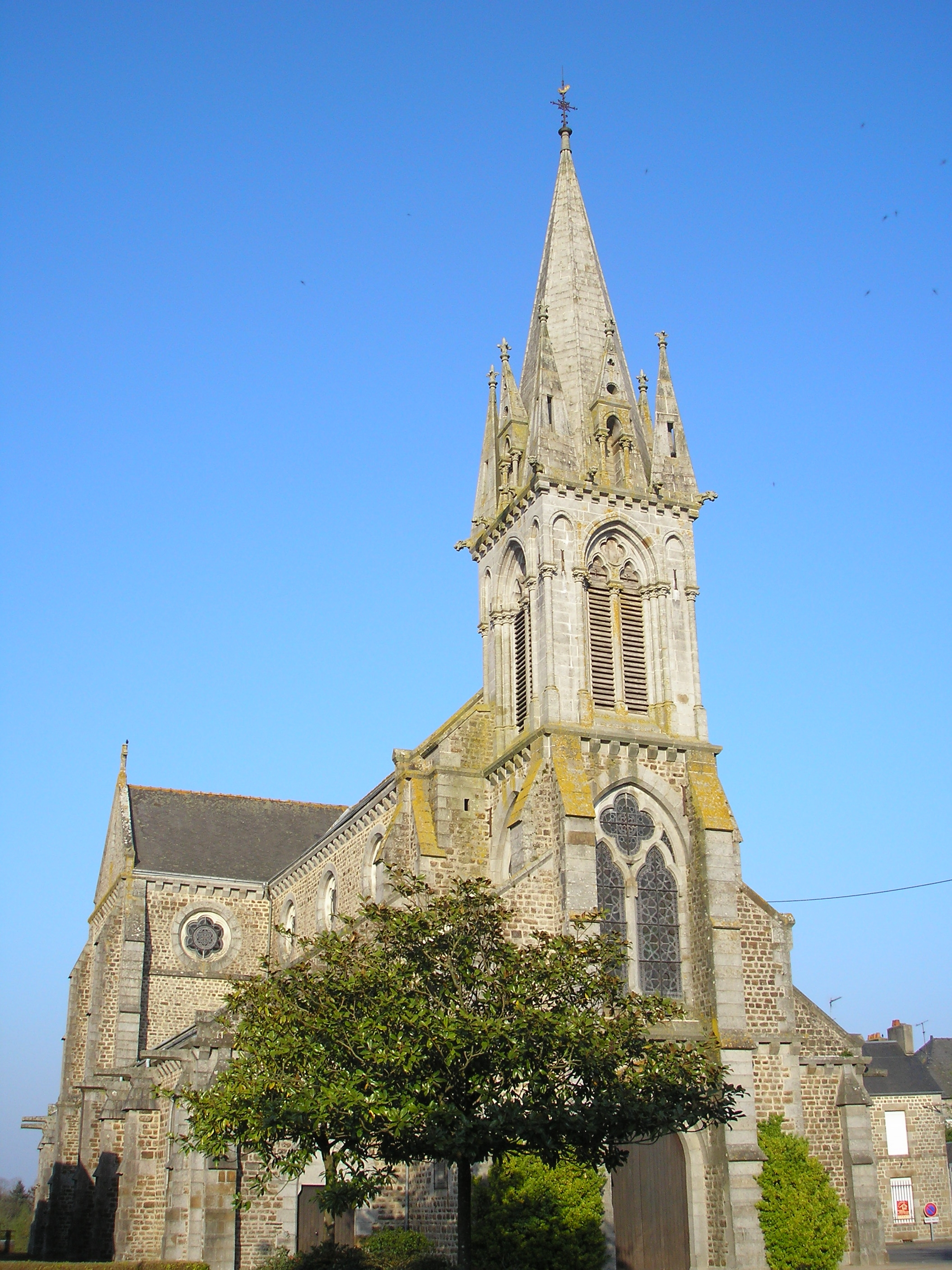
サン・マルタン教会